# 胡濟夫卡
49°52′55″N 35°35′54″E / 49.88194°N 35.59833°E
胡濟夫卡（烏克蘭語：Гузівка）是位於烏克蘭東部的村莊，由哈爾科夫州博霍杜希夫區的瓦爾基市鎮負責管轄。該村始建於1904年，面積1.4平方公里，海拔高度146米，2001年人口16，人口密度每平方公里11.7人。